# Space Seed
Space Seed is de tweeëntwintigste aflevering van het eerste seizoen van De oorspronkelijke serie van Star Trek.
Deze aflevering werd voor het eerst uitgezonden op 16 februari 1967 op de Amerikaanse televisiezender NBC. Het wordt gezien als een van de beste afleveringen ooit.

## Synopsis
De USS Enterprise ontdekt het slaapschip SS Botany Bay met aan boord een aantal mensen in een soort slaaptoestand.
De eerste die ontwaakt is Khan, de leider van de bemanning. Spock weet ondertussen te achterhalen wat er aan de hand is. Het blijkt dat Khan een van de leiders was tijdens de Eugenetische oorlogen in de jaren negentig van de twintigste eeuw. Hij en zijn volgelingen waren genetisch geoptimaliseerd en zowel lichamelijk als geestelijk superieur aan de rest van de mensheid. Kahn werd gezien als de gevaarlijkste van allemaal. Nadat ze hadden geprobeerd de wereld te veroveren wist hij met een aantal volgelingen te ontsnappen naar de ruimte.
Als de hele groep wakker is vinden er een aantal gesprekken plaats tussen Kirk en Kahn. Kahn weet ondertussen de historica van de Enterprise, Luitenant McGivers, te verleiden en zij helpt hem om de macht op het schip te grijpen. Uiteindelijk weet Kirk de macht weer terug te winnen, ook met de hulp van McGivers. Kirk besluit Kahn niet te vervolgen maar hem met zijn volgelingen, inclusief McGivers, te verbannen naar de planeet Ceti Alpha V. Op deze onherbergzame planeet zullen ze een nieuw bestaan moeten opbouwen.

## Trivia
- De bemanning van de Enterprise komt later weer in aanvaring met Khan en zijn volgelingen in de film Star Trek II: The Wrath of Khan als ze per ongeluk Ceti Alpha V bezoeken.